# Michel Plessix

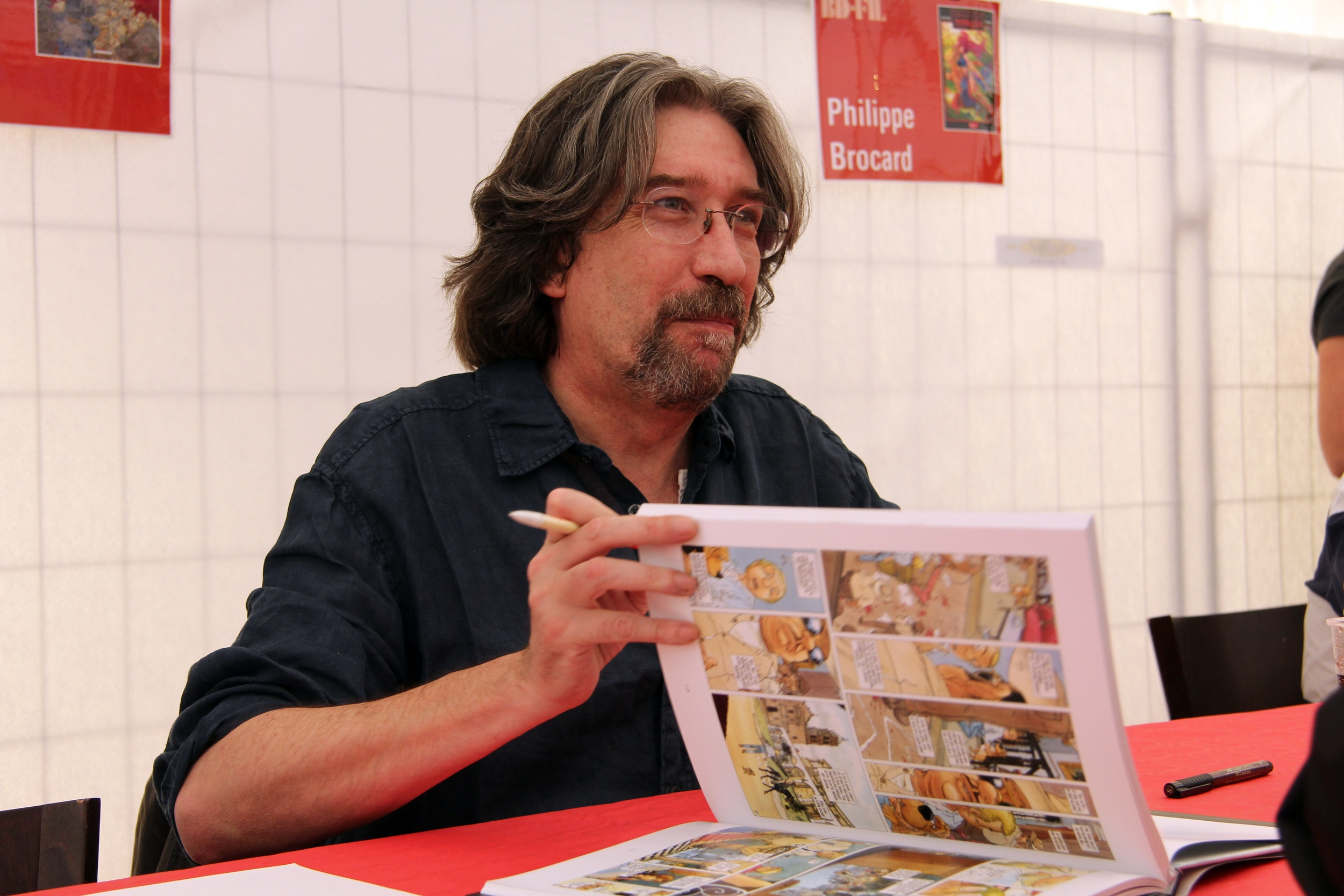
Michel Plessix (2013)

Michel Plessix (* 10. November 1959 in Saint-Malo; † 21. August 2017 ebenda) war ein französischer Comiczeichner.

## Werdegang
Plessix wurde am 10. November 1959 in der Bretagne geboren. Sein Vater und sein Großvater waren schon als Maler tätig. Er wuchs mit Comicmagazinen wie Tintin oder Spirou auf. Im Alter von zwölf Jahren wollte er Comicautor werden. Zunächst jedoch studierte er in Rennes Medizin und arbeitete als Krankenwagenfahrer und Koch.
Großen Einfluss auf seine Arbeit hatte der bretonische Zeichner Jean-Claude Fournier. Diesen hatte er ab seinem 16. Lebensjahr öfter in seinem Atelier besucht. Mit ihm und anderen Künstlern war er an der Comic-Zeitung Frilouz beteiligt. 1988 erschien sein erstes Album Die Göttin mit den Jadeaugen, das in Deutschland beim Carlsen Verlag erschien. Zusammen mit Dieter erschienen von 1989 bis 1996 vier Bände von Julian B. bei ehapa. Die Serie hatte Ähnlichkeiten mit Tim und Struppi; mit dem Unterschied, dass Julian mit der Fortsetzung älter und reifer wird und sogar heiratet, während Tim in seinen Geschichten immer jung und ledig blieb. Von 1996 bis 2001 folgte der nächste Vierteiler Der Wind in den Weiden. Diese Adaption von Kenneth Grahame wurde 2000 mit dem Max-und-Moritz-Preis ausgezeichnet. Die fünf französischen Originalalben von Le Vent dans les sables, erschienen von 2005 bis 2013, wurden 2013 als Gesamtausgabe Der Wind in den Dünen auf Deutsch beim Splitter Verlag veröffentlicht.
Plessix war auch als Autor für andere Comiczeichner aktiv. Mit Bruno Bazile als Zeichner erschien 1997 Gelda und 1998 Marcel bei Dargaud.
Sein 15. und letzter Band als Zeichner erschien 2016. Là où vont les fourmis (Wohin die Ameisen gehen) erschien bis jetzt nur auf Französisch bei Casterman. Der Texter zu diesem Album war Frank Le Gall.
Michel Plessix starb am 21. August 2017 in seiner Heimat an einem Herzinfarkt.

## Werke
- Die Göttin mit den Jadeaugen (La deesse aux yeux de jade), Carlsen Verlag, 1988
- Julian B. (Julien Boisvert), Ehapa Comic Collection
  1. Neekibo (Neêkibo), Band 1, 1989
  2. Daniel (Grisnoir), Band 2, 1991
  3. Jikuri (Jikuri),  Band 3, 1992
  4. Charles (Charles), Band 4, 1996
- Der Wind in den Weiden (Le Vent dans les saules), Carlsen Verlag
  1. Der Wilde Wald (Le bois sauvage), Band 1, 1998
  2. Der Schrecken der Landstraße (Auto, crapard, blaireau), Band 2, 1999
  3. Die große Flucht (L’échapée belle), Band 3, 1999
  4. Saustall im Herrenhaus (Foutoir au manoir), Band 4, 2002
- Le Vent dans les sables (Der Wind in den Dünen), Éditions Delcourt
  1. L’invitation au voyage, 1. Band, 2005
  2. Étranges étrangers, 2. Band, 2007
  3. La tentation du désert, 3. Band, 2009
  4. Le chant des dunes, 4. Band, 2011
  5. Du souk dans la casbah, 5. Band, 2013
- Là où vont les fourmis (Wohin die Ameisen gehen), Casterman, 2016, nur auf Französisch erschienen

Gesamtausgaben
- Julian B., Gesamtausgabe, Splitter Verlag, 2014
- Der Wind in den Weiden, Gesamtausgabe, Splitter Verlag, 2013
- Der Wind in den Dünen, Gesamtausgabe, Splitter Verlag 2013

## Auszeichnungen
- 1993: Prix des libraires de bande dessinée für Julian B., Band 3 Jikuri
- 1996: Jury œcuménique de la bande dessinée für Julian B., Band 4 Charles
- 2000: Publikumspreis des Festival International de la Bande Dessinée d’Angoulême für Der Wind in den Weiden, Band 3 Die große Flucht
- 2000: Max-und-Moritz-Preis für Der Wind in den Weiden, Band 3 Die große Flucht
- 2016: Grand Prix de l’affiche beim Festival „Quai des Bulles“ in Saint-Malo